# Funt australijski
Funt australijski (ang. Australian pound, £) – waluta Australii w latach 1910–1966. W wyniku decymalizacji został zastąpiony dolarem australijskim. Jeden funt australijski dzielił się na 20 szylingów, a jeden szyling na 12 pensów.

## Historia
Funt australijski został wprowadzony w 1910 roku jako nowa niezależna waluta Australii, zastępując przy tym walutę brytyjską. Pierwsze monety miały nominały trzech i sześciu pensów oraz jednego i dwóch szylingów, a pierwsze australijskie banknoty wyemitowano w 1913 roku.
Przez wiele lat australijskie monety i banknoty zmieniały swój wygląd, ale jedno było niezmienne: na awersach wszystkich środków płatniczych emitowanych w Australii znajdował się portret monarchy.
W 1966 funt australijski został zastąpiony dolarem.

## Monety i banknoty obiegowe

### Monety funta australijskiego

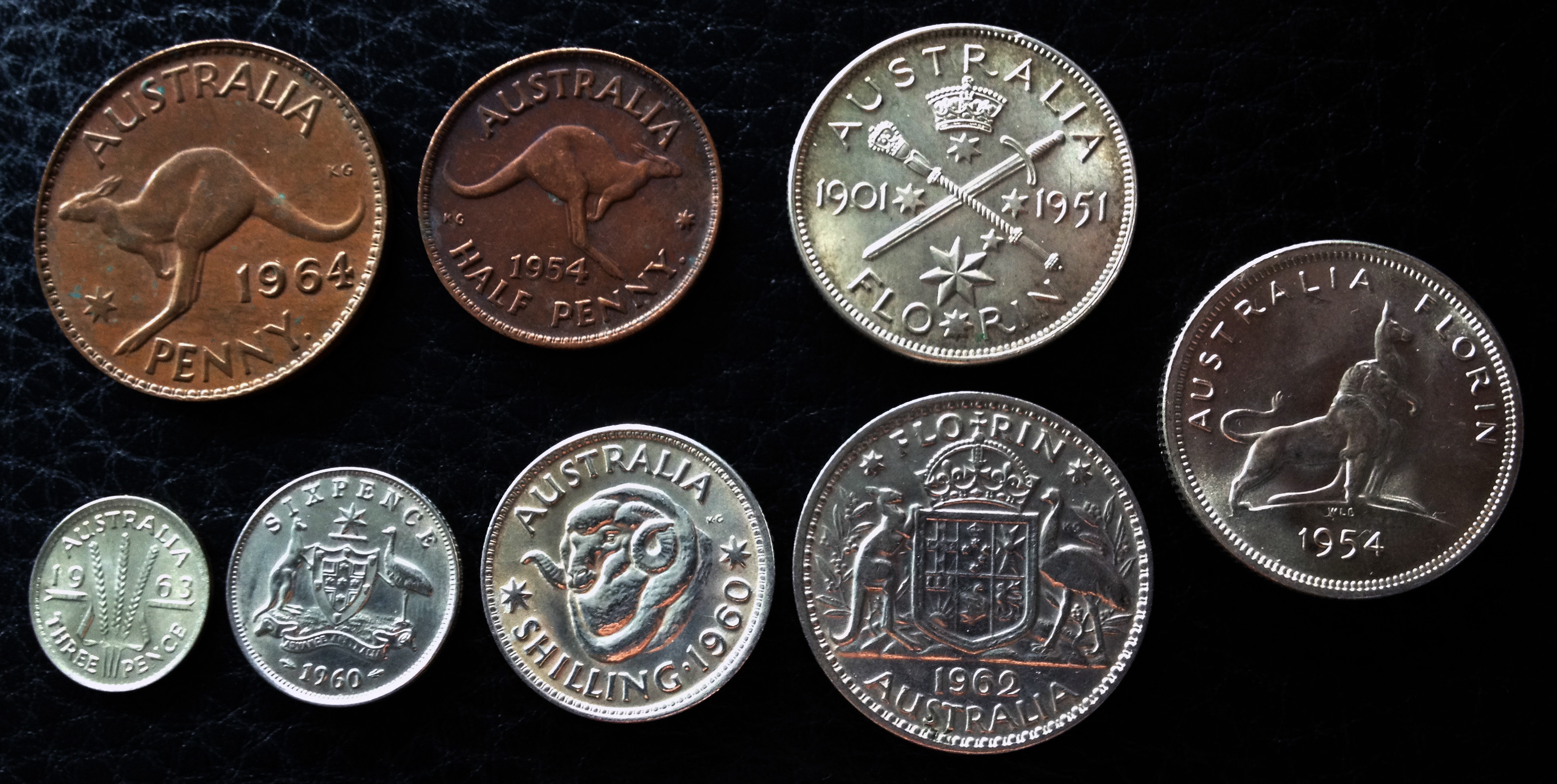
Australijskie monety obiegowe z lat 1938–1966

Pierwsze australijskie monety zostały wyprodukowane w 1910 roku za czasów panowania króla Edwarda VII. Miały nominały trzech i sześciu pensów oraz jednego i dwóch szylingów. Wszystkie zostały wybite ze srebra próby 925 i miały taki sam wizerunek – przedstawienie herbu Australii i napisy z nazwą państwa („AUSTRALIA”), i z nazwą nominału (np. SHILLING).
W późniejszym czasie do obiegu dołączyły jeszcze inne nominały monet, w 1911 wykonane z brązu jedno i pół pensówki, a w 1937 srebrne korony (pięcio-szylingówki).
W latach 1938–1939 australijskie monety otrzymały nowy wygląd awersów.
W 1946 ze względu na koszty poniesione w czasie II wojny światowej zawartość srebra w australijskich monetach zmniejszono z 92,5% do 50%.
Ostatnie monety funta australijskiego wyprodukowano w 1964 roku, a w wyniku decymalizacji wszystkie wycofano w 1966.

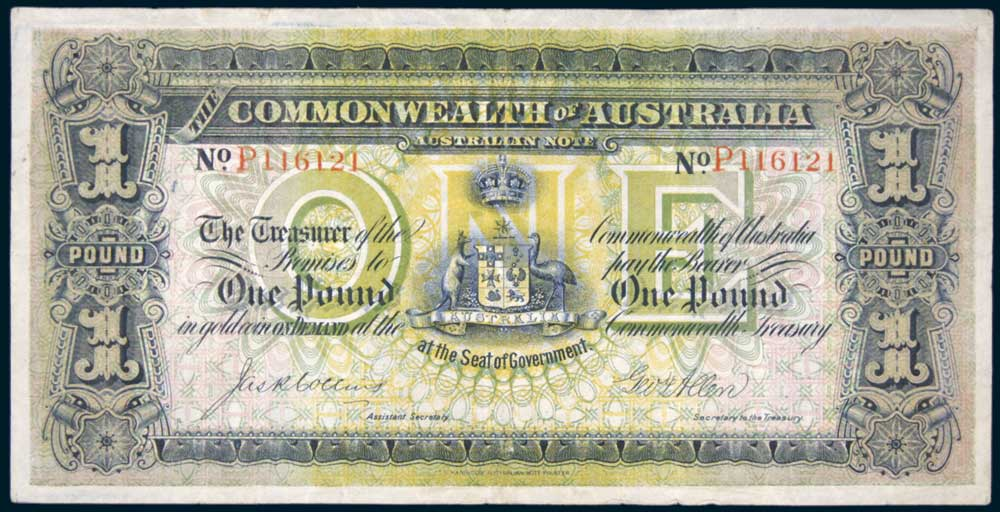
Australijki banknot jedno-funtowy z emisji 1913 roku

### Banknoty funta australijskiego
Pierwsze australijskie banknoty funtowe wydrukowano w 1913 (1910)roku. Australijskie banknoty funta australijskiego miały nominały: 10 szylingów, jednego, pięciu, dziesięciu, dwudziestu, pięćdziesięciu, stu i tysiąca funtów. Najbardziej popularne były mniejsze nominały, banknoty o większej wartości np. 1000 funtów nie były używane w codziennych transakcjach.
Banknoty funta australijskiego emitowano w latach 1913–1966.